# Noblesville
Noblesville je město ve Spojených státech amerických. Nachází se v okrese Hamilton County, jehož je zároveň správním městem, ve státě Indiana. Ve městě žije přibližně 70 tisíc obyvatel a jeho rozloha činí 84,9 km². Leží na řece White River a je předměstím nejlidnatějšího indianského města Indianapolis. Zároveň je 10. nejlidnatějším městem v Indianě. Bylo založeno roku 1823. Jednou z dominant města je místní amfiteátr zvaný Ruoff Music Center.
V roce 2010 tvořili 91 % obyvatel běloši, po čtyřech procentech Afroameričané a Hispánci a asi 2 % Asiaté.

## Rodáci
- Rex Stout (1886–1975) – americký spisovatel